# Supercopa femenina de Argentina
La Supercopa femenina de Argentina fue un torneo por eliminación directa que se jugó únicamente en 2015. Era el paralelo de la Copa Argentina, siendo ambos organizados por la Asociación del Fútbol Argentino (AFA). La disputaban equipos que juegan en los torneos de liga de Primera y Segunda División.
El único campeón fue el Club Atlético Boca Juniors, que ganó por 2 a 1 el partido final, disputado contra San Lorenzo de Almagro, el 7 de noviembre de 2015.
En 2021 fue reemplazada por la Copa Federal de Fútbol Femenino.

## Formato
Todos los partidos de la Supercopa de Fútbol Femenino se jugarán a eliminación directa donde la final es a partido único. Si finaliza empatado, se define por penales. 
La localía se determina a sorteo mediante un bolillero, aquel club cuya bolilla salga en primer término hará las veces de “local”. Por su parte, la final se llevará a cabo en una cancha neutral, haciendo de local aquel equipo que salga sorteado en primer término en el sorteo previo al encuentro.
El certamen contará con cinco etapas: primera eliminación, octavos de final, cuartos de final, semifinal y final. La primera eliminación la disputarán los dos equipos que resultaron sorteados entre los cinto últimos de la tabla final de posiciones del torneo local, mientras que la segunda fase estará conformada por los 10 mejores equipos de la Tabla Final de Posiciones del torneo.

## Equipos participantes 2015
| Equipo                      | Ciudad                                   | Categoría        |
| --------------------------- | ---------------------------------------- | ---------------- |
| Boca Juniors                | Buenos Aires                             | Primera División |
| Defensores Unidos           | Zárate, provincia de Buenos Aires        | Segunda División |
| Defensores del Chaco        | Moreno, provincia de Buenos Aires        | Segunda División |
| Estudiantes de La Plata     | La Plata, provincia de Buenos Aires      | Primera División |
| Huracán                     | Buenos Aires                             | Primera División |
| Independiente               | Avellaneda, provincia de Buenos Aires    | Primera División |
| Liniers                     | Buenos Aires                             | Segunda División |
| Luján                       | Luján, provincia de Buenos Aires         | Segunda División |
| Nueva Chicago               | Buenos Aires                             | Segunda División |
| Platense                    | Vicente López, provincia de Buenos Aires | Primera División |
| Puerto Nuevo                | Campana, provincia de Buenos Aires       | Primera División |
| River Plate                 | Buenos Aires                             | Primera División |
| San Lorenzo                 | Buenos Aires                             | Primera División |
| Sociedad Hebraica Argentina | Pilar, provincia de Buenos Aires         | Segunda División |
| UAI Urquiza                 | Villa Lynch, provincia de Buenos Aires   | Primera División |
| Universidad de Buenos Aires | Buenos Aires                             | Primera División |
| Villa San Carlos            | Berisso, provincia de Buenos Aires       | Segunda División |

## Finales
| Edición | Campeón      | Resultado | Subcampeón  | Estadio                             |
| ------- | ------------ | --------- | ----------- | ----------------------------------- |
| 2015    | Boca Juniors | 2:1       | San Lorenzo | Estadio Juan Pasquale, Buenos Aires |

## Palmarés
| Equipo       | Títulos | Finalista | Edición | Edición |
| ------------ | ------- | --------- | ------- | ------- |
| Boca Juniors | 1       | -         | 2015    |         |
| San Lorenzo  | -       | 1         |         | 2015    |

## Estadísticas

### Goleadoras por edición
| Edición | Jugadora    | Goles | Equipo       |
| ------- | ----------- | ----- | ------------ |
| 2015    | Yael Oviedo | 8     | Boca Juniors |

### Máximas goleadoras
| Jugador             | Equipo           | Anotado |
| ------------------- | ---------------- | ------- |
| Yael Oviedo         | Boca Juniors     | 8       |
| Marilyn Esquivel    | Villa San Carlos | 7       |
| Mariana Larroquette | River Plate      | 7       |
| Antonella Perdomo   | Platense         | 6       |
| Andrea Ojeda        | Boca Juniors     | 4       |